# Киселевичі (зупинний пункт)
Киселевичі (біл. Кісялевічы) — зупинний пункт Могильовського відділення Білоруської залізниці в Могильовській області. Розташований у західній частині Бобруйська; на лінії Жлобин — Осиповичі I, поміж станцією Бобруйськ і станцією Мирадине.